# Rick Shore
Rick Shore ist ein US-amerikanischer Basketballtrainer.

## Leben
Shore studierte Sport am Ithaca College im US-Bundesstaat New York und erlangte 1965 seinen Abschluss, seinen Master-Abschluss machte er 1969 am Bridgeport College in Connecticut.
Shore war 14 Jahre lang Basketballtrainer an der Mount Vernon High School im Bundesstaat New York, davon drei als Cheftrainer. 1978 wechselte er in den Trainerstab der Wichita State University und arbeitete dort acht Jahre lang als Co-Trainer. Shore wechselte anschließend nach Deutschland und betreute ab 1986 den Bundesligisten DTV Charlottenburg als Trainer. Er handelte mit den Berlinern einen Dreijahresvertrag aus. In den Spieljahren 1987/88 und 1988/89 trat er mit Charlottenburg auch im Europapokal an. 1987/88 erreichte er mit Charlottenburg das Halbfinale um die deutsche Meisterschaft. Vor der Saison 1988/89 wurde seine Mannschaft mit Mike Jackel, Sven Meyer, Horst Schmitz und dem US-Amerikaner Lew Hill namhaft verstärkt. Wieder führte Shore den DTV ins Bundesliga-Halbfinale um die deutsche Meisterschaft, wie im Vorjahr unterlag man dort Bayer Leverkusen. Während der Saison 1989/90 kam es zur Trennung von den Berlinern. Shore zog vor das Arbeitsgericht und bekam 150.000 D-Mark zugesprochen, was erheblich zum Aus des DTV beitrug, da der Verein infolgedessen Konkurs anmelden musste.
Von 1991 bis 1996 war er Co-Trainer am Garden City Community College im Bundesstaat Kansas und wurde dann Trainer einer Schulmannschaft in Florida, während er zudem als Sportlehrer arbeitete.